# Укрощение строптивой (фильм, 1961)
«Укрощение строптивой» — чёрно-белый художественный телефильм. Экранизация одноимённой пьесы Уильяма Шекспира.

## История
В основе экранизации лежит театральная постановка пьесы на сцене 
Центрального театра Советской армии Народным артистом Союза ССР Алексеем Поповым, созданная ещё в 1937 году.

«А. Д. Попов (в начале фильма): Когда наш театр начинал работу над „Укрощением строптивой“, мы не думали, что пройдет четверть века, и наш спектакль, проживший долгую сценическую жизнь, станет основой для создания фильма. И за один вечер его смогут посмотреть столько зрителей, сколько не смотрели за все 25 лет. Поэтому фильмом нам, актерам и режиссёру, очень хочется донести все то лучшее, что было в спектакле. И переосмыслить его, опираясь на выразительные средства кино».

«Накануне Международного Шекспировского конгресса, намеченного на апрель 1956 года, в ЦТСА было принято решение о возобновлении постановки „Укрощение строптивой“ и вводе в спектакль группы молодых исполнителей. Роль Катарины Алексей Попов поручил Касаткиной. Он был доволен её работой в фильме „Укротительница тигров“ и через фильм смог увидеть что-то, приблизившее её к образу строптивой героини Шекспира. Катарина в „Укрощении строптивой“ стала событием в театральной жизни страны и одной из первых вершин в творчестве Людмилы Касаткиной (…) Роль Катарины стала последней работой в театре Касаткиной с Алексеем Поповым, накануне его драматического ухода из театра Советской Армии. Вслед за спектаклем в 1961 году вышел телевизионный фильм „Укрощение строптивой“, сценаристом и постановщиком которого стал Сергей Колосов. Творческую часть работы над фильмом курировал Алексей Попов».

«А. Д. Попов (в начале фильма): Шекспировская комедия рассказывает об одном дворянине Петруччо, который пожелал выгодно жениться и укрощает строптивый нрав своей супруги Катарины. Сюжет, как видите, типично феодальный».

## Сюжет
Экранизация комедии Уильяма Шекспира о гордой и неприступной красавице Катарине, дочери богатого патриция Баптиста, которая делает всё возможное, чтобы унизить своих женихов. Но находится дворянин из Вероны Петруччо, который сумел подчинить себе её неукротимый нрав.

## В ролях
- Людмила Касаткина — Катарина
- Андрей Попов — Петручио
- Владимир Благообразов — Баптиста
- Ольга Красина — Бианка
- Владимир Зельдин — Люченцио
- Антоний Ходурский — Гремио
- Марк Перцовский — Гортензио
- Сергей Кулагин — Грумио
- Владимир Сошальский — Транио
- Лев Шабарин — Бионделло
- Николай Неронов — Винченцио
- Николай Сергеев — старый учитель
- Рафаил Ракитин — Куртис
- Алексей Попов — режиссёр театральной постановки
- Павел Винник — служка в церкви
- Пётр Вишняков — епископ
- Юрий Никулин — руководитель церковного хора мальчиков
- Николай Пастухов — повар
- Нина Сазонова — кормилица
- Ираида Солдатова — супруга Гортензио

## Съёмочная группа
- Сценарная разработка и постановка фильма — Сергей Колосов
- Оператор — Владимир Яковлев
- Художники — Ниссон Шифрин, Василий Голиков
- Композитор — Александр Голубенцев
- Звукооператор — Евгений Кашкевич

## Награды
- Приз «Золотая нимфа» — Л. Касаткиной на 2-м Международном кинофестивале телефильмов в Монте-Карло (1961).

## Отзывы
«Признание и успех картины были абсолютными. Катарина Касаткиной, сначала сыгранная на сцене, а потом перенесенная на телеэкран, вызвала восторг публики и живой отклик критики. Вот несколько отзывов искусствоведов о Касаткиной — Катарине: „Касаткина сумела обнаружить у своей героини сложный и тонкий внутренний мир, угадать душу легкоранимую и потому так стремительно поднимающуюся на защиту исповедуемых ею истин. Она рисует натуру гордую, но справедливую, расцветающую, если рядом с ней оказывается человек, равный по силе характера, уму и таланту. Касаткина донесла мысль пьесы, так смело угаданную в своё время А. Д. Поповым: Петруччо не только укрощает Катарину, но и укрощается ею. Катарина не только подчиняется силе воли мужа, но и сама укрощается ею“. И ещё: „Завораживающий богатством тембровых звучаний и интонаций голос Касаткиной был продемонстрирован в полной силе её Катариной. Найденные в этой роли звонкость, мажорность, чеканность жеста и движения, владение силой голоса, характерная пластика танца пройдут через последующие театральные и кинематографические работы Людмилы Касаткиной“».

## Видео
С 1990 года кинообъединение «Крупный план» выпустила фильм на видеокассетах.